# William Raleigh Hull
William Raleigh Hull Jr. (* 17. April 1906 in Weston, Platte County, Missouri; † 15. August 1977 in Kansas City, Missouri) war ein US-amerikanischer Politiker. Zwischen 1955 und 1973 vertrat er den Bundesstaat Missouri im US-Repräsentantenhaus.

## Werdegang
William Hall besuchte die öffentlichen Schulen seiner Heimat einschließlich der Weston High School. Danach arbeitete er in der Landwirtschaft und wurde Teilhaber der Firma Hull’s Tobacco Warehouse in Weston. Außerdem stieg Hull in das Bankgewerbe ein, in dem er es bis zu einem der Direktoren der First National Bank of Leavenworth in Kansas brachte.
Politisch war Hull Mitglied der Demokratischen Partei. Zwischen 1939 und 1940 war er Bürgermeister seiner Heimatstadt Weston. Bei den Kongresswahlen des Jahres 1954 wurde er im sechsten Wahlbezirk von Missouri in das US-Repräsentantenhaus in Washington, D.C. gewählt, wo er am 3. Januar 1955 die Nachfolge von William Clay Cole antrat. Nach acht Wiederwahlen konnte er bis zum 3. Januar 1973 neun Legislaturperioden im Kongress absolvieren. In diese Zeit fielen die Bürgerrechtsbewegung und der Vietnamkrieg. Außerdem wurden damals der 23., der 24., der 25. und der 26. Verfassungszusatz ratifiziert.
Im Jahr 1972 verzichtete William Hull auf eine erneute Kandidatur. Er starb am 15. August 1977 in Kansas City und wurde in seinem Heimatort Weston beigesetzt.